# Guilleminea elongata
Guilleminea elongata là loài thực vật có hoa thuộc họ Dền. Loài này được Mears mô tả khoa học đầu tiên năm 1967.